# Fundación de Tlaxcala

Escudo de armas de la Leal Ciudad de Tlaxcala, concedido por el emperador Carlos V el 22 de abril de 1535, 10 años después de su fundación.

La ciudad de Tlaxcala que durante los inicios de su fundación se llamó Tlaxcala de Nuestra Señora de la Asunción o Santa María de la Nueva Tlaxcala y actualmente Tlaxcala de Xicohténcatl, se efectuó el año de 1525 en el marco de la conquista y colonización del Nuevo Mundo.
En la fundación de la ciudad de Tlaxcala fue decisiva la influencia que ejercían las cuatro cabeceras en la provincia. Para los españoles era algo común mencionar la ciudad de Tlaxcala como referencia a la zona geográfica donde se ubicaban los cuatro señoríos. Igualmente designaban el nombre de Tlaxcala a un territorio más amplio, en donde se localizaban los pueblos que integraban la confederación tlaxcalteca. A partir de estas referencias geográficas y políticas, se fundó la ciudad de Tlaxcala con el propósito de edificar una nueva capital provincial, contando para ello con la bula del Papa Clemente VII.

## Fundación

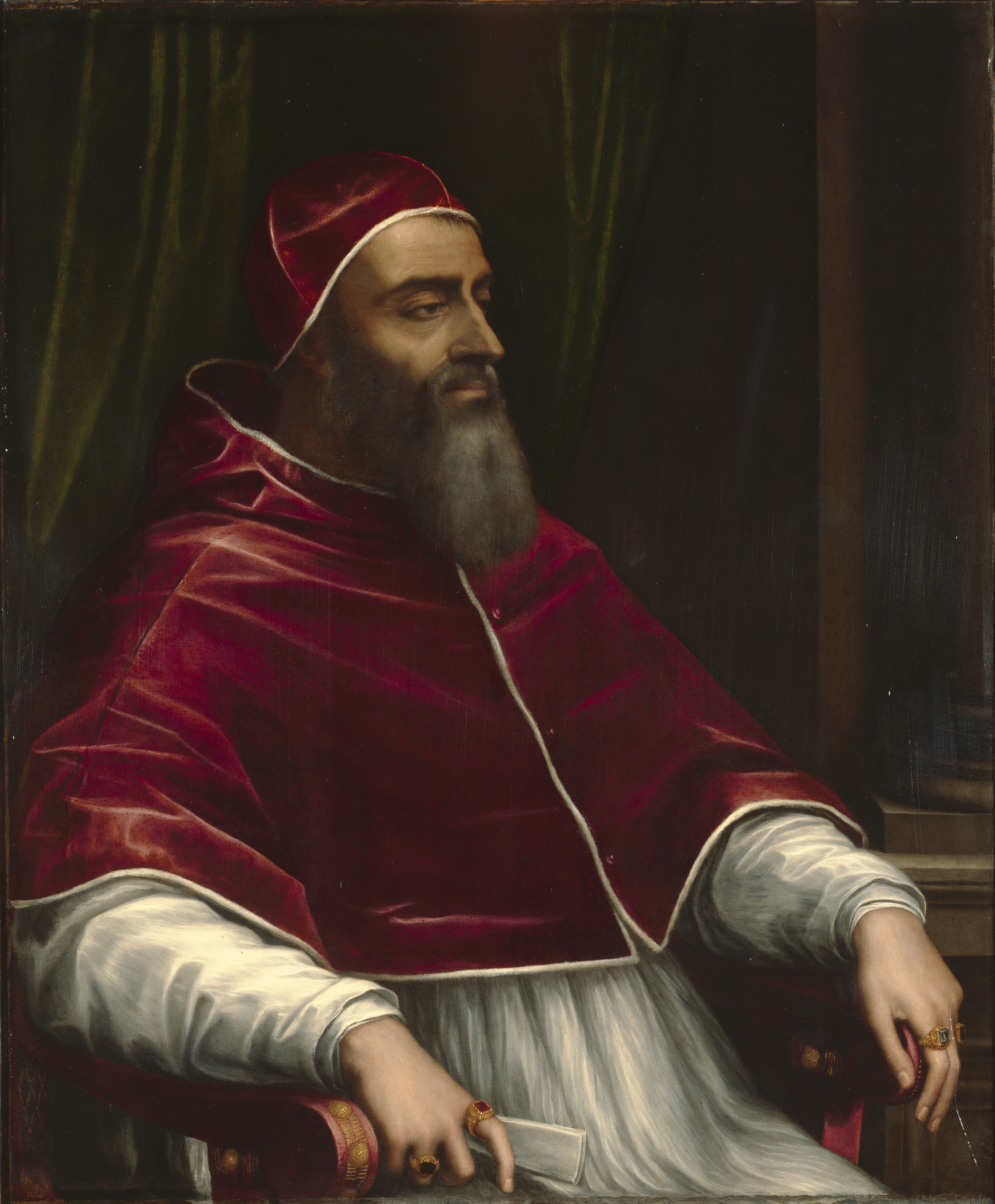
El Papa Clemente VII ordenó la fundación de la ciudad de Tlaxcala el 3 de octubre de 1525.

La fundación de la ciudad obedeció a la necesidad de los españoles de consolidar su alianza con los cuatro señoríos, dándole unidad a los mismos, mediante la congregación de los principales y sus vasallos, pues de esta manera se introducían las instituciones religiosas, de gobierno y de organización social de los dominadores, para desplazar paulatinamente las correspondientes a los indígenas.
El 3 de octubre de 1525, el Papa Clemente VII ordenó la fundación de la ciudad novohispana de Tlaxcala bajo el siguiente decreto:

"Que se erige en ciudad la de Tlaxcala para la Nueva España y su iglesia en Catedral para un obispo que gobierne y administre"

El sitio elegido para la fundación de la ciudad de Tlaxcala fue la margen izquierda del río Zahuapan, donde no existía ninguna población indígena. Los franciscanos fueron los principales promotores del desarrollo urbano colonial, debido a su empeño de construir edificios religiosos.
De hecho, para 1545 ya se habían construidos varios de los edificios públicos que rodeaban la plaza tlaxcalteca, entre ellos la residencia del gobierno indio. En la Parte oeste de la plaza se construyeron el mesón, la cárcel y la residencia del alcalde mayor. En el lado noroeste se construyó la alhóndiga, lugar donde el cabildo recibía el tributo del maíz.
Para 1560 se terminó de construir el edificio llamado de la Casas Reales, en donde se hospedaban los virreyes que visitaban Tlaxcala. Pese a que en 1594 se incendió a causa de una revuelta, aún se conservan dos entradas de piedra labradas con un fino sentido artístico.
En los lados suroeste y suerte de la plaza se construyeron portales, así como tiendas que el cabildo alquilaba a comerciantes. En el lado sur se edificó el monasterio y la iglesia de San Francisco, sobre la pendiente que conduce el atrio y la capilla abierta. En el atrio alto, los franciscanos fundaron un hospital en donde se atendía a indios y a españoles.
El resto de la ciudad se construyó sobre el trazado de calles rectas; las casas generalmente eran de adobe, ladrillo y piedra. A finales del siglo XVI se empezaron a construir viviendas fuera de las manzanas céntricas. Con el transcurso del tiempo, los cuatro señoríos prehispánicos se fueron transformando en barrios de la nueva ciudad colonial.

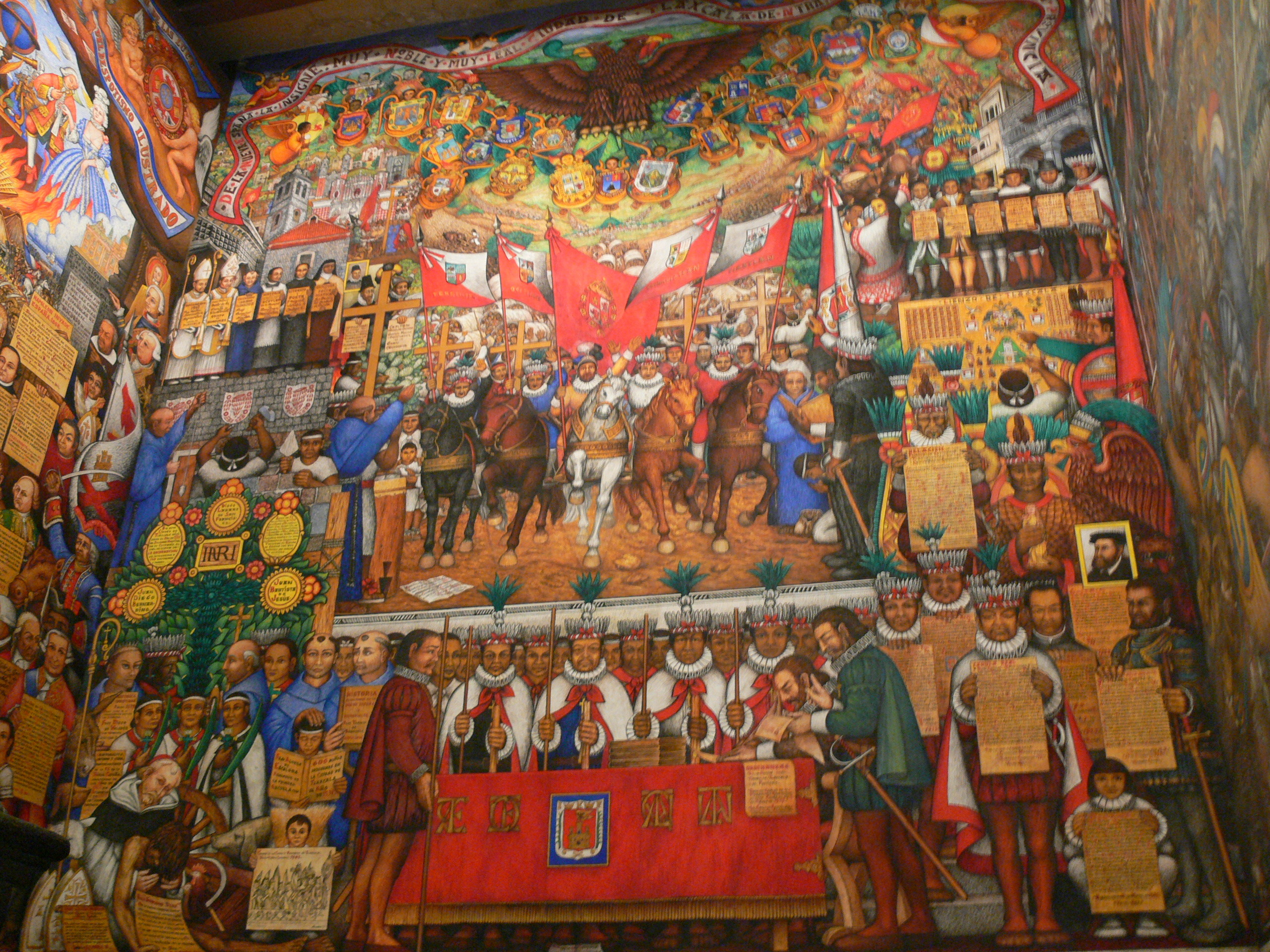
Mural del Palacio de Gobierno, donde narra sobre la historia colonial de Tlaxcala.

## Urbanización

### Inicio
El cronista Buenaventura Zapata en el siglo XVII refiere algunos datos sobre la fundación de la ciudad virreinal de Tlaxcala. Así, nos dice que en 1526 "Entonces se partieron las piedras en chalchihuapan"; es decir, se acondicionó el lugar para ser habitado, al año siguiente ocurrió que: "los sacerdotes se establecieron en Chalchihuapan y entonces vino el obispo fray Julián Garcés". El manantial mayor fue conocido durante la fase final del mundo prehispánico como Chalchíhuatl que quiere decir, según Muñoz Camargo, «Agua de Chalchihuites...que chalchihuites quiere decir, en la lengua, piedras verdes muy preciadas de color de esmeraldas». A este manantial, durante la época prehispánica, los tlaxcaltecas le profesaron una gran adoración y en ella realizaban una serie de ritos.

### Proceso

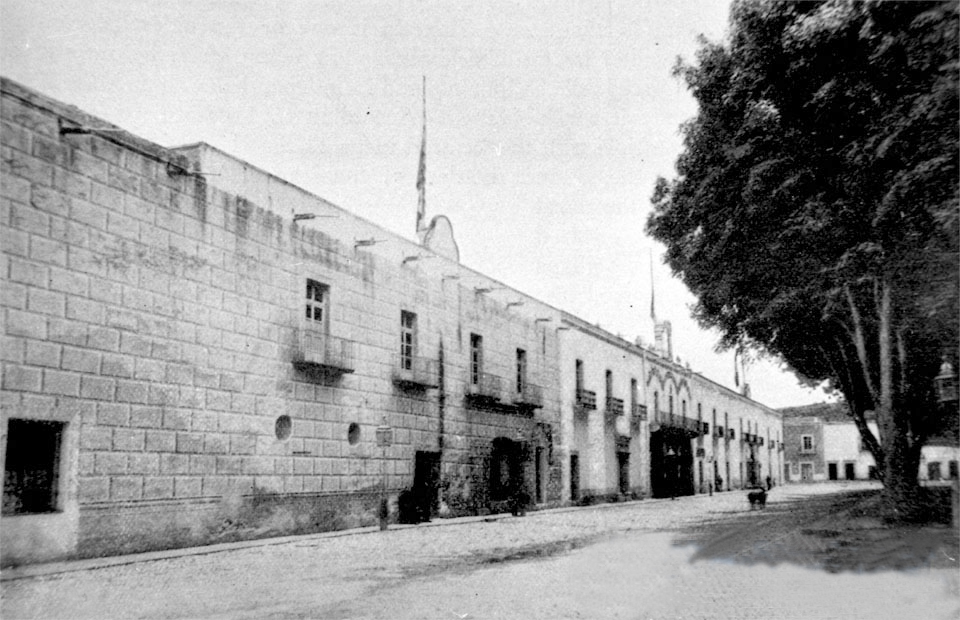
Casa Real construida en 1549.

La ciudad capital de la provincia de Tlaxcala fue trazada por frailes franciscanos con autorización del virrey de Mendoza, la urbanización inició en 1536 cuando los frailes decidieron cambiar su lugar de residencia desde San Francisco Cuitlixco en Ocotelulco hacia el nuevo territorio destinado a la ciudad por el lado sur del río Zahuapan. La ciudad pasó a ser el centro del poder de la provincia restando importancia a las cabeceras indígenas al cambiar su lugar residencia, creencias y forma de gobierno. Con pocos religiosos castellanos, y como parte de la conquista, la nobleza y plebeyos indígenas fueron emplazados desde sus asientos montañosos al valle dispuesto para la nueva ciudad indígena.
En 1536 por primera vez se hizo la fiesta de Corpus y en 1538 el mercado de Ocotelulco fue trasladado a la plaza principal de la ciudad. Fue durante ese tiempo que se dio inicio a la construcción del Monasterio de San Francisco. Su construcción, al igual que el del resto de la ciudad virreinal, fue llevada a cabo por los indígenas que habitaban en las cabeceras de Ocoteluco, Quiahuixtlan, Tizatlán y Tepeticpac.
En el año de 1549, el cabildo de Tlaxcala ordenó "la construcción de la ciudad de Tlaxcala" con la ayuda de constructores indígenas de toda la provincia para erigir los portales y plaza, en ese mismo año se ordenó construir una "Casa Real, Tecpancalli" como casa del gobernador y españoles.

## Evangelización

### Santa Patrona

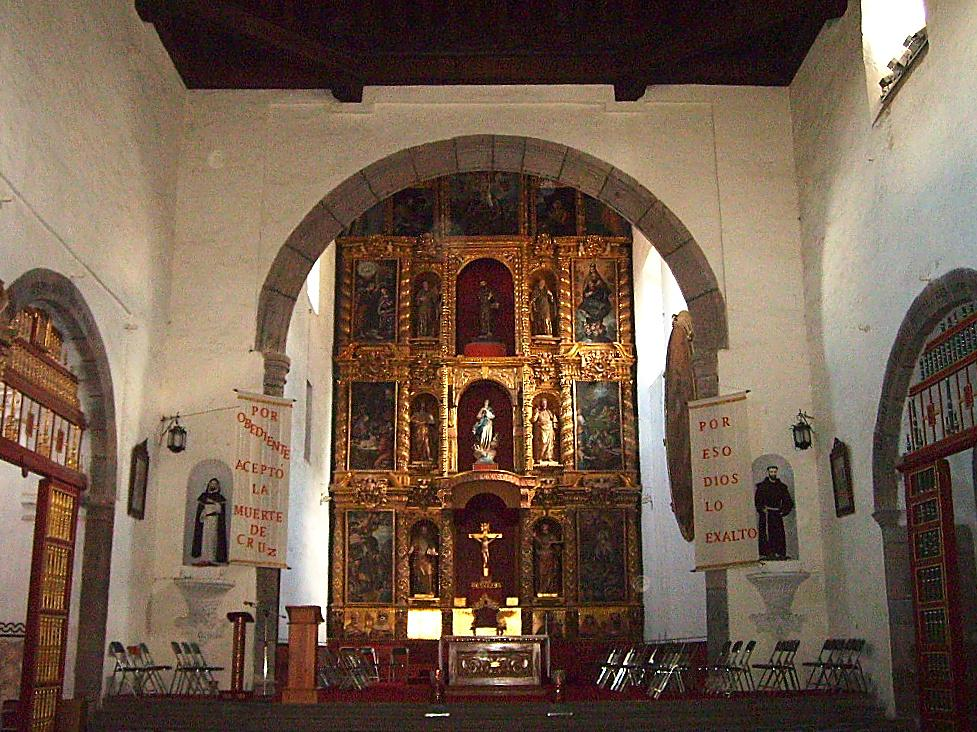
Altar mayor de la Catedral de Tlaxcala.

Poco tiempo después de la conquista de México-Tenochtitlan, Hernán Cortés despidió en Coyoacán a las tropas aliadas de Tlaxcala no sin antes y como muestra de afecto y halago para con ellos, conceder al capital tlaxcalteca Acxotécatl Cocomitzin, la sagrada imagen mariana que le había acompañado en toda la conquista. Acxotécatl, señor de Atlihuetzia, la resguardó en su casa donde era venerada además de sacarla en manos a los bailes o mitotes. En 1524, durante su paso hacia México, llegaron los primeros frailes franciscanos: fray García de Cisneros, fray Andrés de Córdoba, fray Martín de Jesús, fray Martín de Valencia, fray Toribio de Benavente, fray Juan de Rivas y el lego fray Pedro de Gante; algunos de ellos permanecieron en la ciudad y establecieron su monasterio en la casa de Maxixcatzin, al enterarse de la existencia de la imagen la trasladaron a este sitio, fueron estos quienes darían el nombre de la conquistadora. En el año de 1527 llegó el primer obispo de la nueva España, Fray Julián Garcés,  con lo que los franciscanos tuvieron que mudar su monasterio a San Francisco Cuitlixco en Ocotelulco llevando consigo la virgen, el guardián del monasterio era fray Martín de Valencia, superior de los doce franciscanos. Durante los siguientes años la fe en la sagrada imagen se reafirmó entre los habitantes de la ciudad indígena la Asunción Tlaxcala, la urbanización de esta ciudad comenzó en el año de 1536 siendo el convento franciscano uno de los primeros edificios en ser construidos, fue aquí donde la imagen tuvo su sitio definitivo. En 1548 P. Fr. Juan de Rivas se llevó la imagen de la ciudad para colocarla en el convento de San Francisco en la ciudad de Puebla. La imagen mariana con advocación a la Asunción de María fue elegida patrona de la ciudad debido a que el día de su celebración, el 15 de agosto, coincidía con la fecha en que la ciudad y provincia festejaban la victoria sobre los  mexicas, fue la fiesta más importante organizada por el cabildo con invitaciones al obispo, padres y vecinos españoles.

### Primera Diócesis en México

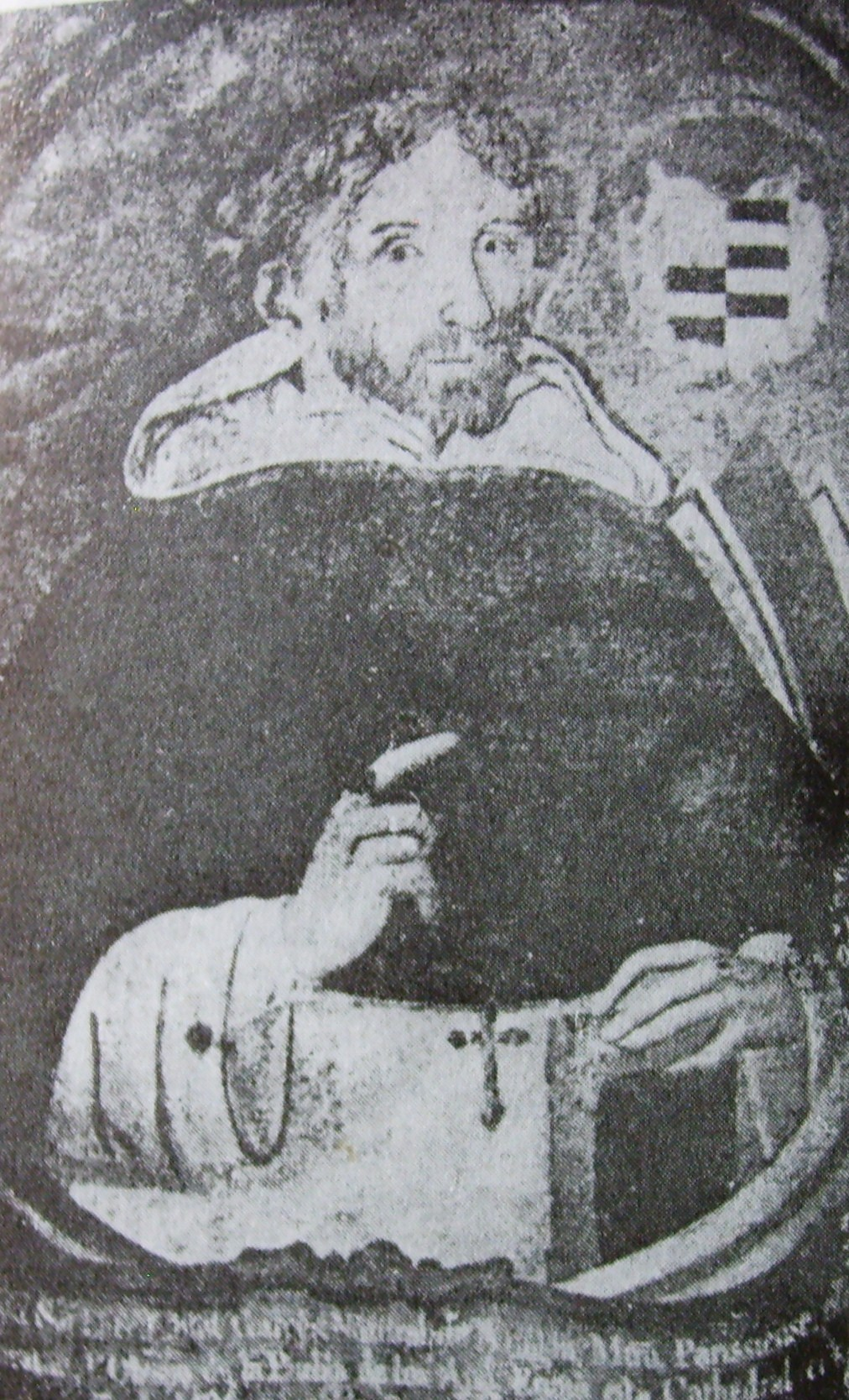
Julián Garcés primer Obispo de la Nueva España.

El 19 de septiembre de 1526 el emperador Carlos V expidió la real cédula mediante la cual se establecía los límites de la primera diócesis Carolense en la Nueva España llamada del Obispo de Yucatán y Santa María de los Remedios, los territorios fueron: la Provincia de Tlaxcalteche inclusive y San Juan de Ulúa, Matlatla, Villa Rica de la Veracruz, Villa de Medellín, Tabasco y Río Grijalva hasta Chiapas. Fray Julián Garcés llegó en 1527 a la sede del obispado en la catedral de la ciudad de Tlaxcala.

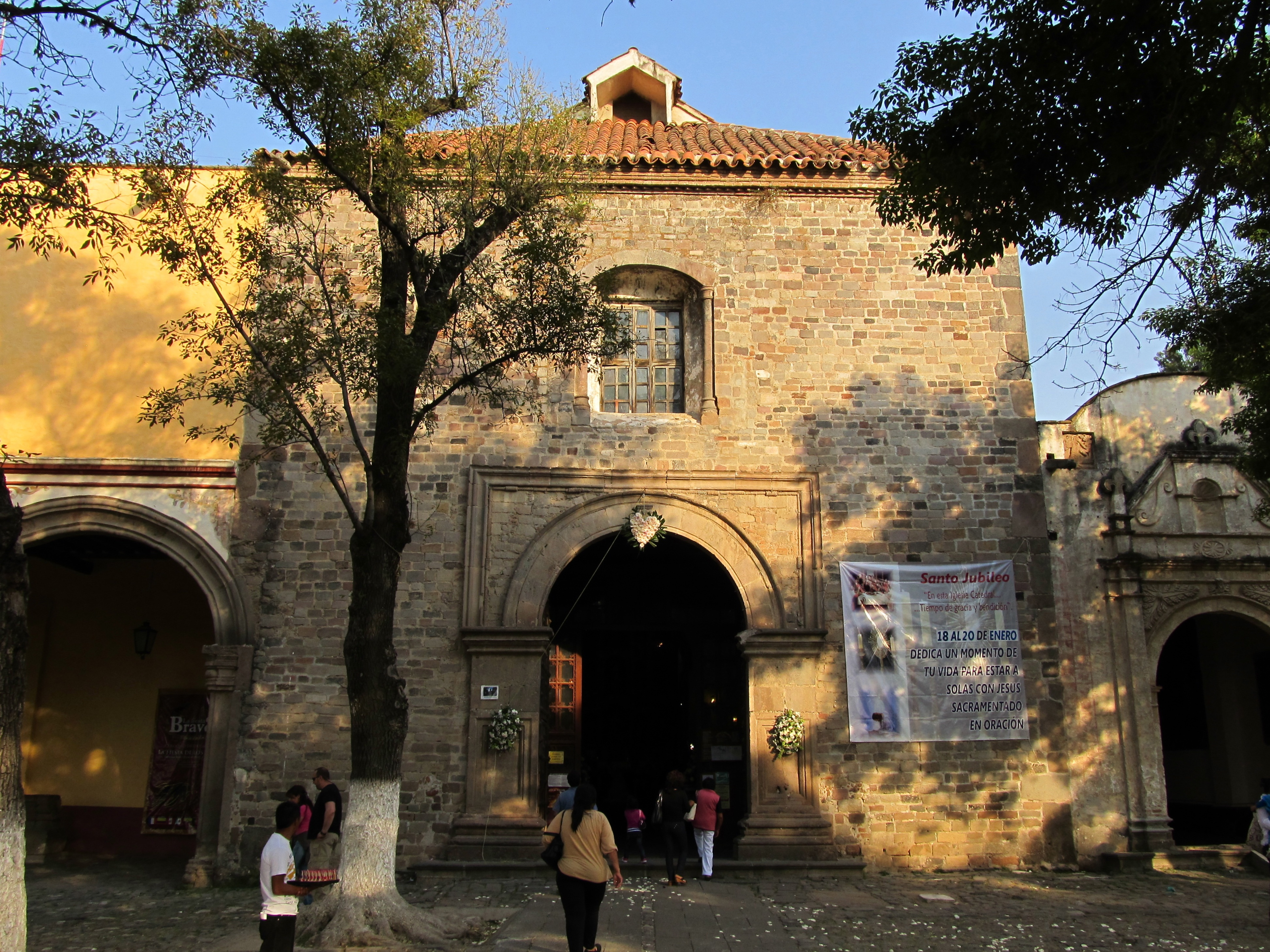
La ciudad de Tlaxcala es cuna de la cristiandad americana. La Catedral de Tlaxcala, antiguo convento franciscano, fue el primero en construirse en América.

### Primeros franciscanos
En 1524 llegaron a la Nueva España doce franciscanos para establecer la fe cristiana y llevar a cabo la evangelización, en su camino hacia la ciudad de México pasaron por la ciudad de Tlaxcala donde fray Toribio de Benavente escuchó repetidamente el vocablo "motolinía"  preguntando: "¿Qué quiere decir?", el intérprete dijo que significaba: "pobre o desgraciado" y Motolinia concluyó comentando: "Éste es el primer vocablo que sé en esta lengua, y para que no se me olvide éste será de aquí adelante mi nombre".

### Aparición de la Virgen María
Durante el año 1541 una devastadora plaga desolaba los pueblos de la zona de Ocotlán, México. El indio Juan Diego, un joven piadoso que servía con los religiosos y cuidaba a los enfermos, subía la ladera occidental del cero de San Lorenzo y se adentró en un bosque de ocotes (pinos) que había allí junto a una barranca. 
De repente, se le presentó la Virgen Santísima quien con amabilidad le dijo: "Dios te salve, hijo mío, ¿a donde vas?.
Juan Diego quedó sorprendido pero gozoso por aquel encuentro. El amaba mucho a la Virgen y se cuidaba de mantener su altar lleno de flores. Logró decir: "Llevo agua del río para mis enfermos que mueren sin remedio". 
La Madre de Dios le invitó a que le siguiera: "Ven en pos de mi, yo te daré otra agua con que se extinguirá el contagio y sanen, no solo tus parientes, sino cuantos bebieren de ella; porque mi corazón, siempre dispuesto a favorecer a los desvalidos, ya no sufre ver tantas desdichas sin remediarlas".
Juan Diego, que conocía bien la zona, nunca había visto ningún manantial por allí, pero, humildemente siguió a Nuestra Señora hasta una quebrada del cerro donde ella le mostró la fuente de Agua Santa. 
"Tomad de esta agua cuanta queráis, seguros de que con el contacto de la más pequeña gota, sentirán los enfermos no solo alivio sino perfecta salud".
Juan Diego, obediente, llenó su cántaro con el agua milagrosa y siguió su camino a su aldea natal de Xiloxoxtla. Allí suministró el agua a los enfermos de la peste y todos recobraron la salud rápidamente. El suceso se propagó en seguida y llegaron muchas gentes en busca de curación y para escuchar el testimonio de la aparición de la Zoapilzin (Señora),  la Virgen María.
La Virgen había ordenado a Juan Diego: "Avisa a los religiosos de mi parte que en este sitio hallarán una imagen mía, que no solo representa mis perfecciones sino que por ella prodigaré mis piedades y clemencias: la que hallada, quiero que sea colocada en la capilla de San Lorenzo"
Los religiosos cuestionaron a Juan Diego y fueron al lugar del suceso. Llegando allí ya de noche, quedaron asombrados por el prodigio que contemplaban: Árboles ardían con grandes llamaradas sin consumirse. De aquí el nombre Ocotlán que procede de dos palabras nahuas: ocotl: (ocote o pino) y tlatla: (arder). Es decir Ocotlán, el ocote que arde.
Llamó sobre todo la atención un gran árbol de ocote al que le pusieron una señal antes de regresar al convento.  Al día siguiente, volvieron al lugar y abrieron con hacha abrieron el ocote señalado. Encontraron para su asombro que el corazón de aquel árbol era una preciosa talla de la Inmaculada Virgen María. 
La multitud jubilosa, junto con los religiosos, llevaron a hombros la Imagen hasta la capilla de San Lorenzo, aproximadamente medio kilómetro arriba, en la cumbre de la colina. La colocaron en el trono que ocupaba el Santo Mártir San Lorenzo. 
Según se cuenta, el sacristán, enojado de que hubiesen quitado a San Lorenzo, por dos veces sacó a la Virgen Madre del trono para poner a San Lorenzo. Cada vez, de noche, alguien ponía a la Virgen de nuevo en el trono. Por tercera vez el sacristán quitó a la Virgen en favor de San Lorenzo. Esta vez la puso en un baúl sobre el cual se echó a dormir para prevenir que la volviesen a poner en el trono. Cual fue su sorpresa cuando vio que los mismos ángeles vinieron y, de manera prodigiosa, restituyeron la Reina al trono. 
La Virgen quiso quedarse con sus hijos y estamos seguros que San Lorenzo, como todos los santos, están felices de cederle el lugar que bien le corresponde por ser Madre de Dios.
La capilla de San Lorenzo con el tiempo fue remplazada con la preciosísima basílica de Nuestra Señora de Ocotlán. Los cimientos de la actual basílica se pusieron el 13 de enero de 1687. Desde allí la Madre sigue recibiendo a sus hijos para adentrarlos en el corazón de Jesús y de su Iglesia.

### Fundación de la comunidad de españoles
El 13 de octubre de 1525 el papa Clemente VII dio a conocer la bula Devotinis tuae probata sinceratas, por la cual se creó el obispado de Tlaxcala, Julián Garcés, el primer obispo de la Nueva España, llegó en 1527 a la Diócesis de Tlaxcala para tomar la responsabilidad del nuevo obispado. Julián Garcés, así como los misioneros franciscanos -según su vocero, Toribio de Benavente- guardián de Tlaxcala-, admitieron la existencia de problemas en toda la Nueva España entre españoles e indios ya que se veían obligados a prestar bienes y servicios no exigidos por alguna ley escrita, esto representaba una burla a las enseñanzas cristianas que se transmitían a los naturales. Ante esta situación, Julián Garcés recomendó que se estableciera en su sede, la  ciudad de Tlaxcala, una comunidad experimental donde los europeos fueran instalados.
Fray Julián de Garcés y demás evangelizadores pedían a los oidores de la  audiencia una ciudad cristiana y de españoles para establecer la cabecera de su Diócesis:

"que hiciesen un pueblo de españoles, y que fuese gente que se diesen a labrar los campos y a cultivar la tierra a el modo y manera de España, porque la tierra había muy grande disposición y a aparejo; y no que todos estuviesen esperando repartimiento de indios; y que se comenzarían pueblos en los cuales se recogerían muchos cristianos que al presente andaban ociosos y vagabundos; y que también los indios tomarían ejemplo y aprenderían a labrar y cultivar a el modo de España; y que teniendo los españoles heredades y en qué se ocupar, perderían la voluntad y gana que tenían de se volver a sus tierras, y cobrarían amor con la tierra en que se viesen con haciendas y granjerías; y que juntamente con esto, haciendo este principio, sucederían otros muchos bienes."

Carta de fray Julián Garcés a la reina:

"informándole que siendo la provincia de Tlaxcala que cabeza de mi obispado y tierra fértil y sana u cerca del puerto de veintidós leguas de México, hasta ahora no se ha poblado ni Puebla de cristianos españoles, de cuya causa la dicha provincia viene en disminución nuestras rentas reciben mucho daño y yo no puede residir en la dicha tierra, ni hacer su iglesia, ni entender en las otras cosas del servicio de Dios y bien de los indios de aquella provincia"

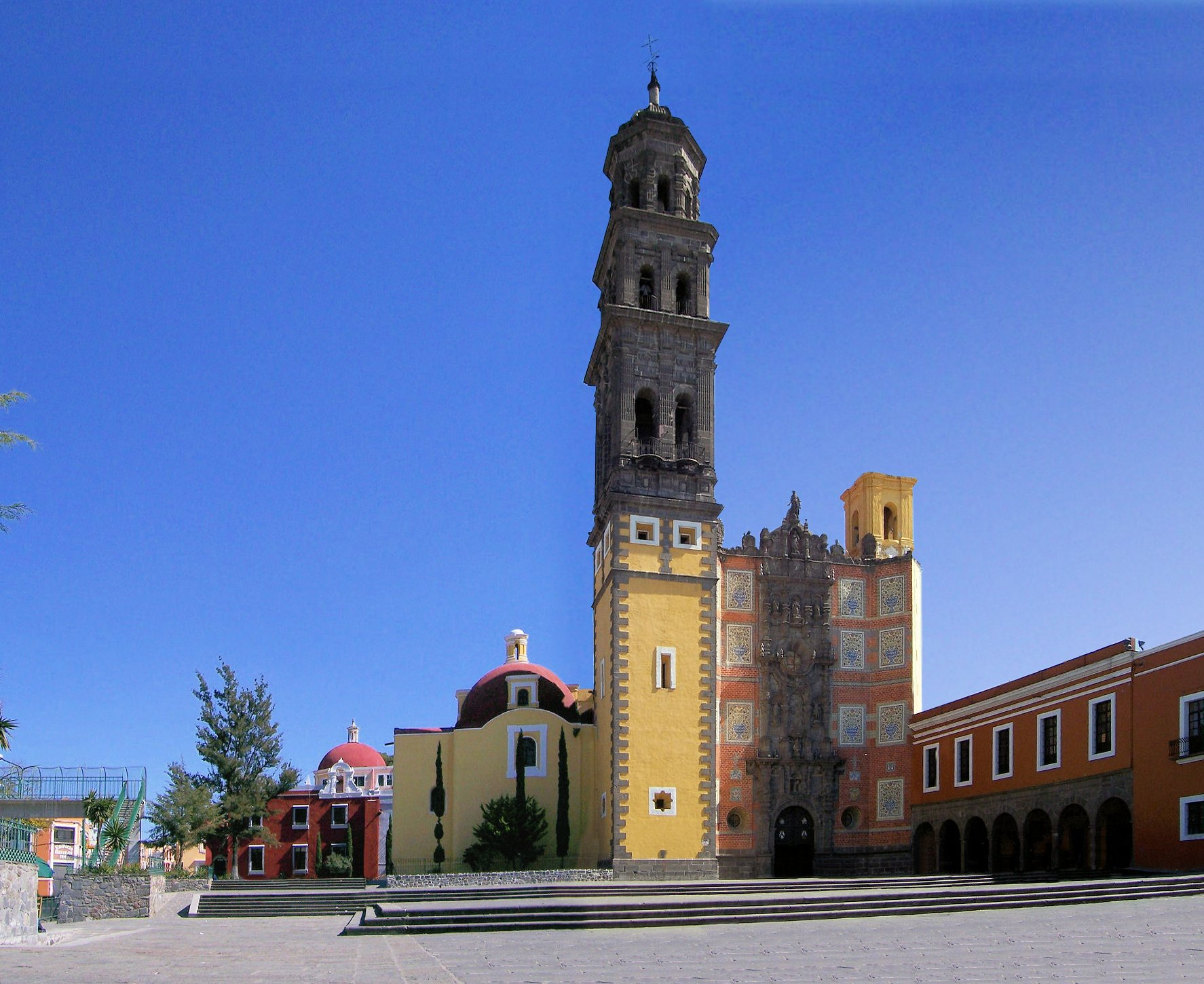
Templo San Francisco Puebla
"La ciudad de los Angeles que es en esta Nueva España en la provincia de Tlaxcala, fue edificada por parecer y mandamiento de los señores presidente y oidores de la Audiencia Real que en ella reside..."
Fray Toribio de Benavente Motolinia (….+1565 México)

La primera  audiencia de la Nueva España se pronunciaba en favor de una población española en Tlaxcala, los oidores y  franciscanos sugerían que se buscaran colonos "labradores", ya que podrían usar de mejor manera los fértiles campos de esa provincia, la propuesta se tomó en cuenta y fue aprobada por la  corona española. Hacia el año de 1531 los oidores de la segunda  audiencia regresaron a la Nueva España con instrucciones de la  corona española de instalar una población española en la provincia de Tlaxcala.
La autorización del nuevo pueblo de españoles fue dada por la Reina mediante la expedición de la cédula de Ocaña el 18 de enero de 1531.

"Que trabajen como se haga pueblo de Christianos Españoles en Tlaxcala, <<La Reyna>>. Presidente de la nuestra Audiencia y chancillería real de la Nueva España por parte del reuerendo in Christo padre Obispo de Tlaxcala me ha seydo fecha relación que siendo la provincia de Tlaxcalteque cabeca de Obispo é tierra fértil y sana y cerca de puerto á veinte y dos leguas de México hasta agora no se a poblado ni puebla de Christianos españoles de cuya causa la dicha provincia viene en diminución nuestras rentas resciben mucho daño y el no puede residir en la dicha tierra ni hazer su iglesia ni entender en las otras cosas del servicio de Dios é bien de los indios de aquella provincia y nos suplicó y pidió por merced mandassemos poblar de Chrisianos el pueblo de la cabeca del dicho obispado porque con esto la dicha provincia se conseruaria y acrecentaría y el podría residir en ella y hazer las cosas que es obligado como perlado de la dicha provincia ó como la mi merced fuesse por ende yo vos ruego y encargo mucho que trabajeys en que la dicha provincia se haga pueblo de Christianos españoles en el más conveniente y aparejado lugar que os pareciere.
De Ocaña á diez y ocho de Henero de mil e quinientos y treita y uno años. Yo la Reyna.- Por mandato de su Magestad Juau de Sámano. "

Así, durante la primavera de 1531 después de una mejor definición de los caracteres y objetivos de la nueva población, los oidores de la segunda audiencia manifestaron que para proteger las tierras de los indios, se había decidido fundar la nueva comunidad de españoles sobre el camino de  México y Veracruz teniendo como origen jurídico la Cédula de Ocaña según las leyes de las Siete Partidas y la Novísima Recopilación.
La leyenda popular de la fundación de la nueva comunidad española en la provincia de Tlaxcala dice:

"El obispo de Tlaxcala Julián Garcés, durante un sueño vio a un campo, en medio de él había un río y a los lados otros dos. El campo tenía hierbas, flores y manantiales de agua. También observó a dos ángeles que trazaban y delimitaban con cuerdas lo que sería sus límites. En la mañana, al despertar, contó su sueño a otras personas quienes lo acompañaron a 25 km aproximadamente de la  ciudad de Tlaxcala, donde encontró el campo que había soñado"

La leyenda debió ser iniciada por los franciscanos como una reivindicación de la elección de la ubicación de la nueva comunidad española, la cual, daría origen a la actual ciudad de Puebla, donde sus primeros edificios fueron erigidos por indios de la provincia de Tlaxcala y otras poblaciones más. A partir de 1532 y hasta 1548 los tlaxcaltecas aportaron entre 800 y 1000 personas en la edificación de la nueva ciudad de Puebla.